# Avon Old Farms

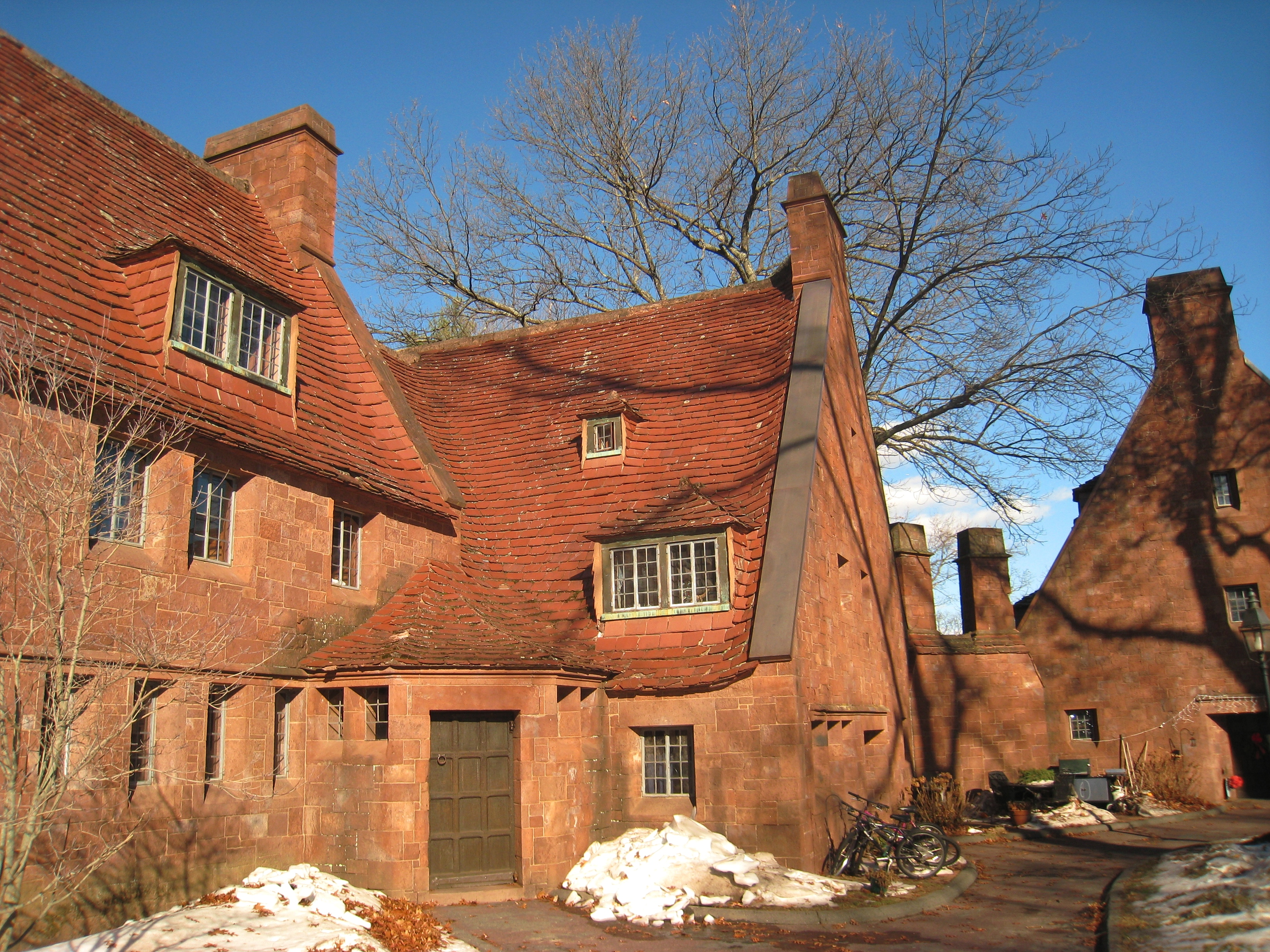
Szkoła Avon Old Farms

Avon Old Farms – męska szkoła w miejscowości Avon w stanie Connecticut (Stany Zjednoczone), założona przez Theodate’a Pope’a Riddle’a, słynnego architekta, ocalonego z RMS Lusitanii. Została otwarta w roku 1927 i przemieniona podczas II wojny światowej na szpital polowy dla żołnierzy. Obecnie, jej dyrektorem jest Kenneth H. LaRocque, absolwent Phillips Exeter Academy i Harvard University.
Avon Old Farms przyjmuje uczniów z całych Stanów Zjednoczonych, 80% z nich to przyjezdni. Szkoła jest najbardziej znana z programów sportowych, zwłaszcza z programu hokejowego.

## Absolwenci
- Juan Nieves, były baseballista MLB
- Brian Leetch, hokeista
- Pete Seeger, piosenkarz
- Christopher Higgins, hokeista
- Chris Hetherington, piłkarz
- Jonathan Quick, hokeista